# Marie Delattre
Marie Claire Delattre-Demory (* 4. März 1981 in Arras) ist eine ehemalige französische Kanutin.

## Karriere
Marie Delattre gab 2004 ihr Debüt bei den Olympischen Spielen, bei denen sie mit Anne-Laure Viard im Zweier-Kajak über 500 Meter startete. Im Vorlauf belegten sie zunächst den fünften Rang, ehe sie im Halbfinale als Vierte knapp den Finaleinzug verpassten. Weitaus mehr Erfolg hatten die beiden vier Jahre darauf bei den Olympischen Spielen 2008 in Peking. Erneut nahmen sie an der Konkurrenz im Zweier-Kajak auf der 500-Meter-Strecke teil und qualifizierten sich mit einem zweiten Platz im Vorlauf für das Finale. In diesem kamen sie nach 1:42,128 Minuten hinter Katalin Kovács und Natasa Janics aus Ungarn sowie den Polinnen Aneta Konieczna und Beata Mikołajczyk als Dritte ins Ziel und sicherten sich damit den Gewinn der Bronzemedaille. 2012 folgte Delattres dritte Olympiateilnahme. In London gehörte sie dabei erstmals zum französischen Aufgebot im Vierer-Kajak. Die Französinnen verpassten zwar im Vorlauf zunächst die direkte Finalqualifikation, zogen dann aber noch als Fünfte des Halbfinals in den Endlauf ein. Dort kamen sie nach 1:35,299 Minuten nicht über den achten und damit letzten Platz hinaus.
Bereits 2005 hatten Delattre und Viard jeweils Bronze bei den Weltmeisterschaften in Zagreb und Europameisterschaften in Posen gewonnen. Eine weitere Bronzemedaille gewannen sie 2007 bei den Weltmeisterschaften in Duisburg. Auch bei den Mittelmeerspielen 2005 in Almería sicherte sich Delattre Bronze, diesmal im Einer-Kajak über 1000 Meter.